# Село имени Карла Маркса (Узгенский район)
Имени Карла Маркса (кирг. Карл Маркс жөндө айыл) — село в Узгенском районе Ошской области Кыргызстана. Входит в состав Джалпак-Ташского аильного округа. Код СОАТЕ — 41706  255 813 04 0

## Население
По данным переписи 2023 года, в селе проживало 314 человек.